# Ta Nea
Ta Nea, grekiska, Τα Νέα, ’Nyheterna’, är en grekisk dagstidning.